# Dennisiella setosa
Dennisiella setosa är en svampart som först beskrevs av Woron., och fick sitt nu gällande namn av Bat. & Cif. 1962. Dennisiella setosa ingår i släktet Dennisiella och familjen Coccodiniaceae.   Inga underarter finns listade i Catalogue of Life.